# Občina Starše
Občina Starše je občina v Republiki Sloveniji. Leži na severovzhodnem delu Dravskega polja, središče občine so naselje Starše. 

## Naselja v občini
Brunšvik, Loka, Marjeta na Dravskem polju, Prepolje, Rošnja, Starše, Trniče, Zlatoličje